# Orconectes sloanii
Orconectes sloanii là một loài tôm sông trong họ Cambaridae, endemic to Indiana và Ohio. Although it is being slowly out-competed by the rusty crayfish, Orconectes rusticus, it is listed as a species of Least Concern on the Sách Đỏ IUCN.